# Anne d'Ieteren
Barones Anne d'Ieteren (Etterbeek, 1 april 1951) is een atlete/amazone in de Belgische paardendressuurcompetitie. Ze is gehuwd met dokter Paul Vanneste.  

## Palmares
d'Ieteren was voorzitter van het Belgian Paralympic Committee (BPC) van 2009-2022 en sindsdien erevoorzitster van het Belgian Paralympic Committee. Sinds 2007 is zij voorzitter van La Ligue Handisport Francophe (LHF), van 1985-2017 beheerder van het Belgisch Olympisch en Interfederaal Comité (BOIC) en oprichtster van ruitersportclub Quadrille, die zich inzet voor zowel valide als paralympische ruiters en hen steunt in hun deelname aan nationale en internationale wedstrijden. Daarnaast was ze ook de nationale coach van het Para-Dressuur Team van 1997 tot 2015. Onder haar leiding behaalde België zes Paralympische medailles, waarvan drie gouden (Londen 2012 en Rio 2016). 
Zij was Belgisch Kampioen dressuur van 1977 tot en met 1982 met haar paard Juroto. Werd geselecteerd voor de Olympische Spelen van Moskou, maar België sloot zich net voor de start aan bij de boycot. Ze werd ook opgenomen op de voorselectie van de Olympische Spelen van Los Angeles in 1984. 

## Onderscheidingen
Op 18 juli 2025 werd Anne d'Ieteren opgenomen in de Belgische adelstand, ter gelegenheid van de nationale feestdag. De titel van barones werd verleend door Koning Filip.
Anne d’Ieteren, werd in februari 2023 door de Franse president Emmanuel Macron benoemd tot "Chevalier dans l’Ordre national de la Légion d’Honneur", de hoogste Franse ridderorde. 
Ze ontving in 2020 de Orde van Verdienste van het BOIC als erkenning voor haar uitzonderlijke bijdrage aan de Olympische beweging. 
In 2022 ontving ze de eerste Belgian Paralympic Legacy Award voor haar rol in de ontwikkeling van de Paralympische sport in België .

## Trivia
Anne d'Ieteren maakt deel uit van de Belgische familie D'Ieteren en woont in Deerlijk en heeft 4 kinderen. 